# المقلاء والقلة

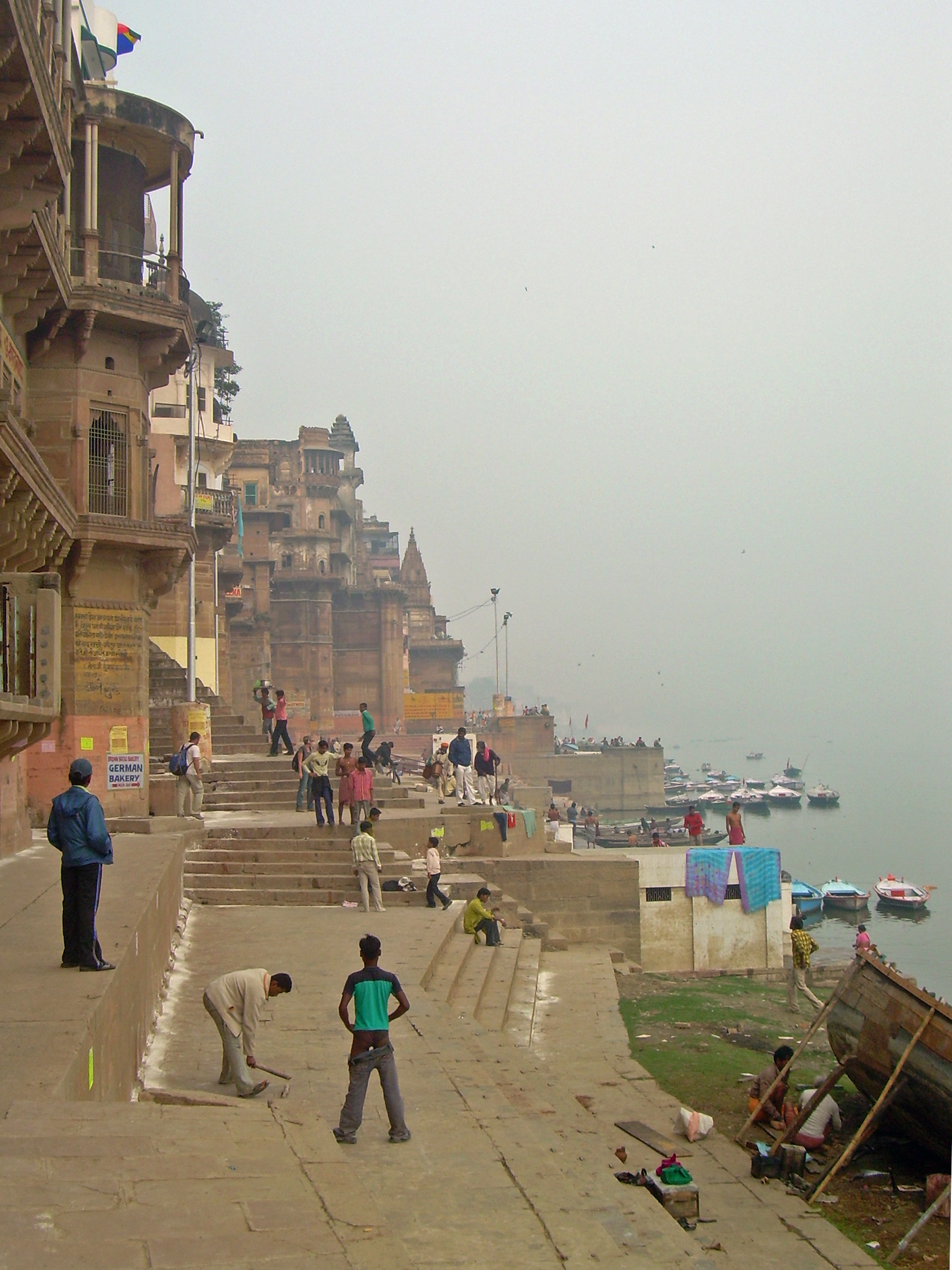
وَلَدَان يلعبان المقلاء والقلة على نهر الغانج في الهند.

المقلاء والقُلة أو القيلان هي لعبة رياضية جماعية تقوم على الضرب بعيدان خشبية. القلة هي عود خشبي صغير قدر ذراع يتم نصبه ويضرب طرفه بعود أكبر يسمى المقلاء على وزن مفعال أو المقلى أو القال، ويسمى لاعبه القالي ولعبه القلو. المنافسة تقوم على إيصال القلة إلى أبعد مسافة بعد ضربها بالمقلاء.

## في الثقافات العربية القديمة
للعب بالقيلان جذور قديمة إذ ورد أقدم ذكر لها باللغة العربية في كتاب تهذيب اللغة للأزهري المتوفى سنة 981 ميلادية، وذكر في مصدر آخر أن الصبيان في الحيرة أيام المناذرة كانوا يمارسونها. ورد اسم القيلان أو العود الخشبية تلك باللغة العربية الفصحى القديمة أيضاً بصيغة الطُثى، مفرده طُثية، يقال طثى أو طثأ يطثو طثواً أي لعب بالقُلة، كما وردت أيضاً بصيغة المطثة أو المطخة أو المقثة، أحياناً مصحوبة بلفظة العشراء أو العويشراء.

## في الثقافات العربية الحديثة
للعبة امتدادات واشتقاقات حديثة في البلدان العربية، كما في ما يلي

### العراق
في العراق في القرن العشرين كانت تسمى في
- بغداد: «شُنْطُرة بلبل» أو «عودة وبلبل»، فالبلبل هو العود الصغير بينما الشنطرة أو العودة هي العود الكبير
- الكاظمية: «لُگلُگة ولاگ»
- النجف: «شِبّي يا حيدة» لأن الحيدة وهي العصا الخشبية الصغيرة يجب أن تشب من الأرض بضربها بالعصا الخشبية الكبيرة
- الموصل: «حاح وگُطا»
- عانة: «حاح»

## في الثقافات غير العربية
للعبة امتدادات واشتقاقات حديثة في البلدان غير العربية، كما في ما يلي
- إيران: الک دولک[بحاجة لمصدر]
- تركيا: چلق چوماق Çelikçomak[بحاجة لمصدر]
- أذربيجان: چلنگ اغاج Çilingağac[بحاجة لمصدر]
- الهند: گلی ڈنڈا[15][بحاجة لمصدر]
- روسيا وأوكرانيا: چیژیک чижик
- بريطانيا: تیپ کات Tip-cat[بحاجة لمصدر]